# Dennis Widgren
Dennis Widgren, né le 28 mars 1994 à Östersund, est un footballeur suédois. Il évolue au poste d'arrière gauche à l'IK Sirius.

## Biographie
Widgren joue chez les jeunes de l'IFK Östersund avant de passer chez le concurrent local l'Östersunds FK en 2008. Après avoir acquis sa première expérience internationale avec deux matches internationaux pour l'équipe nationale suédoise des moins de 17 ans en 2011. Il fait ses débuts l'année suivante avec les professionnels, avec qui il obtiendra la promotion en Superettan. En 2016, il participe à 23 matches de championnat lors de la première saison du club en Alllsvenskan. En mai 2017, lui et le club se qualifient pour la finale de la Coupe de Suède qu'ils remporteront. 
Grâce à cette victoire, il effectue lors de cette même année ses débuts en Ligue Europa.

## Palmarès
| Östersunds FK - Coupe de Suède (1) : - Vainqueur : 2016-17. |  | Hammarby IF - Coupe de Suède (1) : - Vainqueur : 2020-21. |